# Salvia jaminiana
Salvia jaminiana là một loài thực vật có hoa trong họ Hoa môi. Loài này được Noë miêu tả khoa học đầu tiên năm 1855.